# Jesse Gelsinger
Pour les articles homonymes, voir Gelsinger.
 (décembre 2019).
Si vous disposez d'ouvrages ou d'articles de référence ou si vous connaissez des sites web de qualité traitant du thème abordé ici, merci de compléter l'article en donnant les références utiles à sa vérifiabilité et en les liant à la section « Notes et références ».
Jesse Gelsinger, né le 18 juin 1981 et décédé le 17 septembre 1999, souffrait d’une maladie génétique rare qui se résume à une carence en ornithine transcarbamylase (OTC). À la suite de nombreuses complications comme l’inefficacité à métaboliser l’ammoniac, il consent à un essai clinique par thérapie génique pour traiter sa maladie et mené par l’université de Pennsylvanie. Cette étude lui est fatale, faisant de lui le premier mort des thérapies géniques, et entraînant une polémique dans le domaine.

## Historique
Jesse Gelsinger vivait à Tucson en Arizona avec sa famille. Il venait d’une famille de quatre enfants dont il était l’ainé. Dans son plus jeune âge, il était un enfant comme les autres et ne présentait aucun signe de la maladie. Arrivé à l’adolescence, il commença à démontrer des symptômes liés à sa maladie comme des psychoses, ainsi que des discours incohérents. À la suite d'un coma et d'examens plus poussés, les médecins se sont rendu compte qu’il avait un taux d’ammoniac très élevé dans le sang. Ils ont tout d’abord soupçonné la maladie de Reye, mais avec des examens plus approfondis, ils ont constaté qu’il avait une carence en ornithine transcarbamylase (OTC).

## Déficit en ornithine transcarbamylase
Les acides aminés doivent subir des transformations avant d’être absorbés par l’organisme. La dernière étape est celle du cycle de l’urée. En effet, c’est dans celui-ci que l’ornithine transcarbamylase entre en jeu. Cette enzyme, présente dans le foie, élimine les acides aminés qui sont en trop grande quantité par rapport aux besoins de l’organisme. Un déficit en OTC ne permet plus d’éliminer les acides aminés par l’urine, puisque leur transformation en ornithine est impossible. Ils se retrouvent alors dans le sang sous forme d’ammoniac. Cette maladie affecte plus les hommes que les femmes, car le gène déficient est situé sur le chromosome X. Le déficit en OTC se transmet par la mère porteuse, qui le donne à son fils qui développera la maladie, ou à sa fille qui sera porteuse comme elle. La gravité de la maladie chez la fille dépend de l’autre chromosome X ; par contre, le fils présente un déficit enzymatique complet. Les symptômes sont variables pour les filles : le déficit peut être asymptomatique, sinon occasionner des vomissements, des migraines, un retard de croissance et des comas hyperammoniémiques. Les symptômes sont plus graves pour les garçons et peuvent même entrainer la mort. Le déficit en ornithine peut se développer tardivement chez les garçons et peut occasionner comas, léthargie, vomissements répétés, pertes de conscience, confusion et anorexie. Les traitements possibles sont des diètes pauvres en protéines. Les hommes dont l’activité enzymatique est nulle se voient prescrire un régime très sévère. L’alimentation, en plus d’être hypoprotéique, devra être supplémentée en arginine ou citrulline. Enfin, pour éliminer la teneur élevée en ammoniac, une médication en benzoate et phénylbutyrate de sodium est nécessaire. Dans les cas les plus sévères, une transplantation du foie peut être préconisée.

## Thérapie génique

### Généralité
La thérapie génique se résume à un transfert de gènes intacts qui visent à remplacer ceux qui sont défectueux. Dans le cas de Jesse Gelsinger, la thérapie génique visait à introduire un morceau d’ADN dans ses cellules pour l’expression de l’ornithine transcarbamylase. Ce genre de technique requiert un vecteur qui contient le gène qu’on veut transférer dans les cellules cibles par la suite il se verra à être transporté dans le noyau des cellules ce qui permettra l’expression du gène et la production de protéine pour un effet thérapeutique. Les vecteurs, qui sont utilisés dans ces cas, sont des vecteurs soit de types viraux ou non viraux. Les plus utilisés à ce jour, ce sont les vecteurs viraux. Les virus les plus couramment utilisés sont les adénovirus, comme le virus responsable du rhume et les rétrovirus, des virus de la même famille que le VIH. Les vecteurs non viraux sont des composés lipidiques qu’on appelle aussi vecteur synthétique. Comme ils sont inertes, ils n’ont pas de risque de virulence, mais peuvent occasionner des problèmes de toxicité. Finalement, le transfert de gènes dans les cellules peut se faire soit in vivo c’est-à-dire par l’injection directe au patient du vecteur ou soit ex vivo qui vise à prélever les cellules cibles du patient à les cultiver, leur injecter le vecteur contenant le gène à transfecter et la dernière étape consiste à les réimplanter dans le corps du patient.

### Étude
L’étude menée par des chercheurs de l’Université de Pennsylvanie à laquelle Jesse Gelsinger a participé visait à injecter dans l’artère hépatique droite un vecteur contenant le gène qui codait pour l’enzyme l’ornithine transcarbamylase d’une quantité de 6x1011 particules/kg. En effet, ce vecteur était un adénovirus humain de type 5, délété en E1 et E4 et contenait le ADNc de l’OTC. Tout d’abord, les recherches étaient menées sur des souris qui soulignaient les limitations du vecteur afin de prédire les réactions sur les humains. L’équipe du Dr. James M Wilson voulait trouver une nouvelle technique qui était la thérapie génique puisque le traitement qu’ils avaient à cette époque avait des taux élevés de mortalité. Ainsi, ce qu’ils voulaient faire c’est de réussir à restaurer l’activité enzymatique dans le foie qui devrait donc pouvoir métaboliser les protéines et baisser les taux d’ammoniac dans la circulation sanguine. Cette équipe voulait avoir une réussite semblable à celle lors d’une transplantation hépatique. Dans les études précliniques menées sur des souris, ils ont démontré l’efficacité de l’adénovirus lors du transfert de gènes à la suite de la transcription et l’expression par les hépatocytes. En effet, la correction du déficit en OTC chez la souris avait été observée. Les résultats positifs obtenus à la suite des expériences menées sur les souris et les chimpanzés, comme la diminution des répercussions sur le cerveau en raison d'un taux élevé d’ammoniac dans le sang après un transfert de gène par le vecteur, ont poussé ces chercheurs à proposer un protocole qui serait testé sur les humains.

#### Essai clinique
L’essai a été mené sur 18 personnes dont Jesse Gelsinger. Le but était d’administrer le vecteur d’adénovirus recombinant qui exprimait le transgène humain d’OTC dans l’artère hépatique droite de chaque sujet. Ce protocole selon l’équipe du Dr. James M Wilson a été approuvé par l’Institutinal Review Boards Of the University of Pennyslvania, Children’s Hospital of Philadelphia and Children’s National Medical Center, the Recombinant DNA Advisory Committee of the NIH et the Food and Drugs Administration. Par ailleurs, chaque personne qui allait être traitée a consenti à cette étude. Avant l’injection de l’adénovirus chaque patient ont dû passer des tests de contrôles et de sécurités où Jesse Gelsinger a eu de bons résultats, même si neuf mois avant le transfert de gènes, il a dû être placé sous assistance respiratoire puisqu’il est tombé dans le coma à cause d’une concentration élevée en ammoniac. Avant l’injection du vecteur, les résultats de contrôle indiquait qu’il avait des anticorps neutralisants l’adénovirus et ainsi des cellules CD4 T activées contre celui-ci aussi. Ces résultats étaient satisfaisants pour continuer l’étude sur lui. De plus, parmi tous les sujets inclus dans l’étude, Jesse a été le cas le plus sévèrement touché dans le déficit en OTC. En effet, il avait seulement la capacité de synthétiser 6 % de l’urée normale, comparé aux autres sujets dont le taux s’élevait entre 26 et 100 %. Ainsi, en septembre 1999, il reçut l’injection du vecteur d’adénovirus de type 5 contenant l’ADNc humain d’OTC à travers un cathéter fémoral dans son artère hépatique droite. Il était l'un des patients ayant reçu la dose de vecteur la plus importante.

#### Résultats
Parmi les symptômes apparus après l’injection, tous les sujets présentaient de la fièvre, myalgie et des conséquences biochimiques comme l’anémie et thrombocytopénie. Les premières 12 heures, Jesse avait les mêmes symptômes que les autres sujets et il y avait aucune indication de son état se détériorait. Cependant, 18 heures après l’intervention, il commença à démontrer des signes d’altération mentale et de jaunisse ce que les 17 autres sujets n’avaient pas. Plus les heures passaient plus son état s’aggravait, les médecins ont dû le placer sous respiration artificielle pour contrôler son air puisqu’il s’est retrouvé en alcalose respiratoire compensée causée par un taux élevé d’ammoniac dans le sang. De même pour abaisser son taux d’ammoniac, ils lui font une hémodialyse cependant, tous ces organes s’aggravent commençant par les poumons. Après un certain temps, ils ont pris la décision de paralyser Jesse et de contrôler sa ventilation ce qui ne changea rien puisqu’il est devenu anurique et son foie se détériorait signes qu’il est rendu en insuffisance hépatique et rénale. Un examen neurologique 94 heures après démontre que les résultats somatosensoriels étaient absents et il n’y avait aucune activité cérébrale. Finalement, 98h après l’injection, Jesse Gelsinger meurt avec l’accord de la famille de le débrancher. Les conclusions apportées à la suite de son autopsie révèlent que Jesse est décédé à la suite de l'activation systémique de son système immunitaire inné.

#### Analyse des résultats
La technique d’AFU a été utilisée pour déterminer la forme active du vecteur dans le sang et les sécrétions. Celle-ci démontre qu’au début, il n’y en avait aucun vecteur présent dans le sang issu de la circulation périphérique et du foie, mais seulement 30 minutes plus tard la présence de vecteur monte en flèche. Avec une analyse par RT-PCR, il a été facile de montrer la localisation de vecteur ADN. De plus, l’analyse a été fait sur le primer E2a du gène de l’adénovirus et sur l’ADNc de l’OTC afin de détecter le vecteur et non un vecteur endogène de l’OTC. Cette technique souligne effectivement qu’il y a une concentration élevée du vecteur dans le foie, mais aussi dans les organes comme les ganglions lymphatiques, la moelle osseuse et la rate. De plus, à la suite de la mort de Jesse Gelsinger le vecteur utilisé a été analysé pour s’assurer qu’il était en bon état lors de son injection ce qui s’est confirmé positif. Finalement, avec la tragique fin, le département de l’Université a souligné la nécessité d’approfondir les recherches sur la thérapie génique afin de comprendre et promouvoir le succès des essais futurs pour traiter cette maladie.

## Débat
À la suite du décès de Jesse, son père se mit à la recherche de l’efficacité réelle de l’étude. Il découvrit que les chercheurs qui avaient mené cette étude avaient dissimulé plusieurs informations concernant les dangers auxquels s'exposaient les patients. De plus, les recherches effectuées violaient le protocole de différentes façons. Notamment, les chercheurs n’avaient pas souligné les conséquences vitales notées sur les animaux, et n'avaient pas mentionné la mort d’un singe dans les essais précliniques. Ainsi, son père entama des poursuites judiciaires contre l’équipe de recherches.
Après ce long débat, le Dr Wilson écrivit un texte qui révéla les grandes leçons à tirer de cette expérience. Premièrement, lors de la participation d’un patient à une étude, le protocole doit être un contrat strict et auquel tout le monde adhère. Ensuite, lors de décès d’animaux, le rapport doit être effectué dans les délais prévus et non caché. Finalement, à la suite des allégations tenues à propos du fait que les décisions étaient influencées par l’argent, il souligne que les essais cliniques étaient déjà prévus et que ces propos n’étaient pas fondés. Dr. Wilson ajoute aussi que les profits n’allaient pas pour son gain personnel, ni pour sa société, Genevo. En effet, la subvention de cette étude a eu lieu avant la création de son entreprise.

## Conclusion
Les études expérimentales menées sur des humains restent un sujet délicat, comme le souligne l’affaire de Jesse Gelsinger. La famille, tout comme l’équipe de recherche du Dr Wilson, estime que la vigilance reste de mise, l’enthousiasme trop précipité ne garantira pas la réussite de l’étude, et la prise de conscience sur les conséquences réelles reste la chose la plus importante.